# Arnaud Lagardère
Pour les articles homonymes, voir Lagardère.
Arnaud Lagardère, né le 18 mars 1961 à Boulogne-Billancourt (Hauts-de-Seine), est un chef d'entreprise français, dirigeant actuel du groupe Lagardère.
Il est le fils unique de Jean-Luc Lagardère, ancien président de Matra et Hachette, et de Corinne Levasseur. Il est d'abord gérant et associé commandité de Lagardère SCA, société holding du groupe Lagardère puis, en juin 2021, président directeur général du groupe Lagardère pour un mandat de 6 ans.
Sa fortune et celle de sa famille est estimée à 254 millions d'euros en 2024 (384e fortune de France en 2023, il est classé 488e en 2024) par le magazine Challenges.
Il est mis en examen et démissionne de ses mandats exécutifs dont celui de PDG du groupe Lagardère le 30 avril 2024, mais reprend ses fonctions le 28 juin à la suite d'une nouvelle décision de justice.

## Parcours
Élève au cours privé Saint-Louis de Monceau et au lycée Janson-de-Sailly, titulaire d’une maîtrise d’économie appliquée et du DEA politique générale et stratégie des organisations de l'université Paris-Dauphine, le fils de Jean-Luc Lagardère effectue la majeure partie de sa carrière au sein du groupe familial Lagardère. Il est nommé administrateur (1986) puis directeur général (1989) de la société MMB, devenue Lagardère SCA en 1996. Il occupe alors différentes fonctions au sein du groupe, dont la présidence de Grolier Inc. aux États-Unis (1994-1998), et celle d’Europe 1 - Communication (1999-2007). En 1999, il est ainsi nommé PDG de Lagardère Media (né de la fusion de Matra et Hachette en 1992) et directeur général de Lagardère Active, groupe audiovisuel réunissant, entre autres, Europe 1, Virgin FM, RFM et MCM.
À partir de 2003, il dirige le groupe Lagardère en qualité de gérant et associé commandité et recentre celui-ci dans les médias.
En 2006, il crée une nouvelle entreprise, Lagardère Sports, devenue Lagardère Unlimited en mai 2010, spécialisée dans le sport et le divertissement, avec les acquisitions successives de Sportfive, IEC in Sports, World Sport Group ou encore Best. En septembre 2015, Lagardère Unlimited devient Lagardère Sports and Entertainment.
Par la suite le groupe Lagardère, sous la volonté d’Arnaud Lagardère, travaille au déploiement de ses activités numériques, en particulier dans l’édition et la presse.
Au cours de sa carrière, Arnaud Lagardère est administrateur de France Télécom (2003-2008), de LVMH (2003-2009), de Fimalac (2003-2006) et membre du conseil de surveillance du journal Le Monde (2005-2008).
Le 20 avril 2017, Arnaud Lagardère décide de prendre la présidence d’Europe 1 afin de relancer la station.
Après une bataille d'actionnaires durant plusieurs mois, le groupe Lagardère, société en commandite par actions, se voit proposer d'être transformé en une société anonyme plus classique, en avril 2021 et votée par les actionnaires le 30 juin 2021. Lors des négociations avec les autres actionnaires, Arnaud Lagardère obtient alors d’être nommé président statutaire pendant six ans pour une rémunération de 5 à 6 millions d’euros par an, auxquels s’ajoutent les dividendes afférents à sa position d’actionnaire. Il bénéficiera également après son départ d'une retraite estimée à plusieurs millions d'euros par an.

## Activités

### Fonctions dans le groupe
Jusqu'en 2021, Arnaud Lagardère est associé-commandité et gérant de Lagardère SCA, le seul maitre à bord par l'intermédiaire de la holding Lagardère Capital & Management et des parts de Qatar Investment Authority, fonds d'investissement lui apportant son soutien ; cette holding possède alors 7,33 % des parts du groupe et plus de 10 % des droits de vote (pratiquement 20 % pour Qatar Investment), ainsi que les dettes contractées par Arnaud Lagardère lors de son achat d'actions. Jusqu'en avril 2021, par le statut de société en commandite par actions, Arnaud Lagardère contrôlait son groupe sans qu'il ne soit nommé par les actionnaires. Le 30 juin 2021, la société est transformée en société anonyme dont Arnaud Lagardère est le président pour six ans.
Il occupe aussi les fonctions suivantes : président-directeur général de Lagardère SA, président-directeur général d'Hachette Livre, gérant de Lagardère Radio SCA, Vice-Président du Conseil d'Administration de Louis Hachette Group.
Au titre de ses fonctions et de sa qualité d'actionnaire, ses revenus cumulés en dix ans d'activité, depuis 2009, dépassent le demi milliard d'euros,.

### Anciennes fonctions en dehors du groupe
En plus de ces mandats, Arnaud Lagardère a été administrateur et président de la Société de gestion de l’aéronautique, de la défense et de l’espace (Sogeade-Gérance) de 2007 à 2013, membre du conseil d'administration de la société EADS N.V de 2003 à 2013, et membre du Conseil stratégique des technologies de l’information de 2004 à 2007, organisme placé auprès du Premier ministre.

### Controverses
Les luttes internes dans la société EADS, à la suite du décès de son père, qui opposent notamment Jean-Louis Gergorin, Jean-Paul Gut, Philippe Camus, Fabrice Brégier, Noël Forgeard et lui-même, semblent avoir nui à son autorité de par son mutisme.
En juillet 2011, il apparaît aux côtés de sa compagne, le mannequin belge Jade Foret, dans une vidéo tournée à Rambouillet pour l'hebdomadaire belge Le Soir Magazine. Rapidement relayé sur internet, ce document réveille également de nombreuses critiques quant aux compétences d'Arnaud Lagardère dans ses activités professionnelles,. À la suite de la publication dans La Tribune d'un article exposant les inquiétudes des salariés du groupe Lagardère sur leur dirigeant, considérant cette « déclaration d'amour télégénique » comme « une nouvelle illustration de la désinvolture avec laquelle Arnaud Lagardère, 50 ans, conduit son groupe », Arnaud Lagardère a fait savoir par communiqué de presse qu'il poursuivait La Tribune pour « diffamation publique »,. En 2015, son épouse est condamnée par le tribunal correctionnel de Pontoise pour corruption à la suite de son implication dans un réseau de trafic de permis de conduire.
Selon le quotidien La Tribune en 2010, Arnaud Lagardère serait depuis des années en situation financière difficile. Ces difficultés expliqueraient le fait qu'il a gagé l'essentiel de ses actions dans son groupe auprès de banques pour emprunter afin de renforcer sa participation dans son groupe. Arnaud Lagardère aurait utilisé les sommes prêtées pour acheter des actions Lagardère, à une période où le cours était élevé, soit de 57,9 € à 61 € par action. Le cours de l'action s'étant effondré, la valeur des titres détenus par Arnaud Lagardère compenserait à peine les sommes empruntées auprès des banques. Ses parts (servant de garantie face aux créanciers) comme ses dettes, sont détenues par sa holding Lagardère Capital & Management (LC&M). Quelques années après, l'opacité de cette holding est reprochée par le troisième actionnaire du groupe, le fonds britannique Amber Capital qui attaque frontalement Arnaud Lagardère sur de multiples points.
Début 2020, le Groupe Lagardère confirme que la holding LC&M d'Arnaud Lagardère est endetté à hauteur de 164 millions d'euros en 2019. Une dette divisée par trois et compensée par la solvabilité d'Arnaud Lagardère, car inférieure au montant des actions qu'il possède ; il s'estime victime d'une « campagne de déstabilisation » de la part d'Amber Capital. Le dirigeant assure également que son groupe n'est pas en danger.
La stratégie « médias » du groupe Lagardère connaît certains échecs significatifs. Jean-Luc Lagardère avait connu le cuisant échec de la chaîne La Cinq survenu après l'attribution de TF1 lors de sa privatisation au groupe Bouygues ; son fils, Arnaud investit également dans la stratégie « médias » du groupe du même nom.
- Lancée en décembre 1997 par son futur partenaire Canal+, la chaîne « Forum Planète »[34] ferme aussi ses émissions en décembre 2002, deux ans après l'entrée au capital de Largardère dans Multithématiques.
- En juillet 1999, Lagardère investit dans la chaîne « Médecine Plus » créée quelques mois plus tôt[35] mais cesse sa diffusion en janvier 2001.
- Deux ans après son rachat, le service interactif « Le Journal de Chez Vous », créé par Canal+ en 1999[36], diffusé par Canalsatellite et TPS, s'arrête en 2002.
- Même situation pour la chaîne Santé Vie[37] lancée en 2000 et cédée en juillet 2002, qui est amenée à s'arrêter, une année plus tard.
- Le 30 août 2005, la chaîne Match TV présentée comme le nouveau fleuron de Lagardère doit définitivement fermer son antenne, après avoir été créée le 10 décembre 2001[38].

Arnaud Lagardère, désormais seul capitaine à bord à la suite du décès de son père, ne parvient pas à redresser la barre et à retrouver les victoires obtenues par celui-ci, notamment pour Europe 1.
- Constat d'échec identique pour la chaîne Gourmet TV, lancée par Joël Robuchon et Guy Job codétenue avec les groupes France Télécom et France Télévision, lancée en 6 octobre 2001[39] qui cesse sa diffusion en mars 2005[40].
- Le groupe Lagardère cède La Chaîne Météo à la société Météo Consult au mois de juin 2006
- Les chaînes Planète Choc et Ma Planète cessent leur diffusion en février 2007 quelques années après que Lagardère fut amené à réduire sa participation, initialement à parité, avec Canal+, dans la société éditrice Multithématiques.
- La chaîne Filles TV, lancée en septembre 2004 voit une refonte complète de sa programmation le 31 août 2009 ainsi que le positionnement de son marketing ; celle-ci est, dès lors, rebaptisée June.
- La chaîne musicale MCM Belgique est arrêtée le 31 décembre 2009, faute de succès[41].
- Lancée le 17 octobre 2007, et initialement intitulée Europe 2 TV, la chaîne doit être reformatée et rebaptisée Virgin 17 ; deux ans plus tard en juin 2010, la chaîne musicale devient généraliste sous le titre Direct Star peu avant sa cession au groupe Bolloré.
- Même pour son fleuron radiophonique, Europe 1, Lagardère subit une érosion d'audience[42]. Ces échecs redondants amènent le groupe à revoir sa stratégie et à remplacer plusieurs de ses directeurs dont en 2006, Didier Quillot par Denis Olivennes[43], le 7 novembre 2011.

Les analystes du secteur financier comme la presse économique tirent un bilan négatif de la stratégie du groupe dirigé par Arnaud Lagardère. Au cours de la crise financière affectant le marché publicitaire, Arnaud Lagardère attend, lui-même, un bilan significativement négatif.
Le 8 mars 2017, Arnaud Lagardère annonce les résultats en hausse de son groupe.
En octobre 2018, Arnaud Lagardère se sépare de nombreux titres de presse. Il revend notamment Télé 7 jours ou Elle au milliardaire tchèque Daniel Křetínský. Il se sépare aussi progressivement de ses sites internet et vend, par exemple, boursier.com au Groupe Les Échos-Le Parisien (LVMH). Cette volonté de vendre ses titres de presse s'inscrit dans une stratégie de désengagement des médias par le groupe Lagardère Active. Entre juillet et septembre 2018, la branche média du groupe a représenté 196 millions d'euros, soit seulement 10 % de l'activité.
Les salariés d'Europe 1 votent une motion de défiance à son encontre en avril 2019.
En août 2024, Arnaud Lagardère ne détient plus que 5 % du capital et 4,49 % de ses droits de vote, après avoir vendu près de 8,5 millions de ses actions à Vivendi. Il déclare au Figaro : « J’ai vendu pour solder mon endettement, qui est presque à zéro, et sera bientôt à zéro ».

### Prises de position et interventions directes dans les médias
Arnaud Lagardère est intervenu à plusieurs reprises dans les médias qu'il possède.
Le 25 août 2005, le magazine Paris Match - qui appartient au groupe Lagardère - révèle l'idylle entre l'épouse du président Nicolas Sarkozy et le publicitaire Richard Attias. Le président de la République jure alors publiquement d'obtenir les têtes des responsables. Le directeur du journal, Alain Genestar et le PDG du groupe puis Gérald de Roquelmaurel sont alors licenciés par le groupe Lagardère. Cette situation ainsi que plusieurs autres associant Nicolas Sarkozy et Arnaud Lagardère, jettent le doute sur l'indépendance politique du groupe de presse.
Concernant l'indépendance des médias, il déclare : « C’est quoi l’indépendance en matière de presse ? Du pipeau. Avant de savoir s’ils sont indépendants, les journalistes feraient mieux de savoir si leur journal est pérenne ».
En 2007, Rue89 annonce un « cas avéré de censure », affirmant qu'Arnaud Lagardère a bloqué la publication d'un article du Journal du dimanche indiquant que l'épouse du président de la République nouvellement élu, Nicolas Sarkozy, n'était pas allée voter au second tour de l'élection présidentielle.
En octobre 2015, il se plaint de la « une » du Journal du dimanche consacrée à Marine Le Pen, la trouvant « trop empathique » et donne un « avertissement » au directeur du journal,.
En février 2022, alors que Vincent Bolloré souhaite mener une OPA sur le groupe Lagardère et entraîner une fusion de Hachette et Editis à laquelle sont opposés les auteurs, il exprime sa confiance envers le dirigeant de Vivendi, déclarant également devant la commission d'enquête sénatoriale : « Cela ne sert à rien de crier avant d’avoir mal ».

## Affaires

### Affaire EADS et possible délit d'initié
En mars-avril 2006, Arnaud Lagardère cède une grande partie de ses actions EADS peu avant que l'action ne chute en bourse, à la suite de l'annonce des retards dans le programme A380. Cela lui vaut d'être auditionné par l'Autorité des marchés financiers (AMF) le 29 mai 2007, dans le cadre d'une enquête sur un possible délit d'initié.
Le Canard enchaîné du 30 mai 2007 cite que les enquêteurs de l'AMF ont trouvé, lors d’une perquisition au siège du Groupe Lagardère, un calepin instructif dans le coffre du bureau de Raymond Lévy, président du Conseil de surveillance de Lagardère SCA. Ce calepin démontre que les déboires de l'A380 étaient connus d'Arnaud Lagardère avant la revente des actions pour 890 000 000 € de plus-values, comme le révèle le même article du Canard enchaîné. Ce possible délit d'initié éclaire d'un nouveau jour la phrase d'Arnaud Lagardère de juin 2006 : « J’ai le choix entre passer pour quelqu’un de malhonnête ou d'incompétent, qui ne sait pas ce qui s’est passé dans ses usines, j’assume cette seconde version ». Le mercredi 3 octobre 2007, Le Figaro fait sa une avec l'affaire ainsi dévoilée par l'Autorité des marchés financiers.
Dans sa notification des griefs établie à la suite de ces faits, l'AMF ne formule aucun reproche : ni à l'encontre d'Arnaud Lagardère, ni à l'encontre de Lagardère SCA au sujet de l'A380 ; l'autorité clôt le dossier EADS sans aucune sanction,.

### Abus de biens sociaux et comptes inexacts
Le PNF a ouvert, en mai 2019, une information judiciaire et a confié l’enquête à l’Autorité des marchés financiers (AMF), après que le fonds d’investissement Amber leur a livré une série de documents qui a conduit le gendarme des marchés à ne pas poursuivre le fonds activiste, contre lequel Arnaud Lagardère avait déposée plainte.
Les comptes de la société d’Arnaud Lagardère, Lagardère Capital Management (LCM), les flux financiers entre LCM, société à but professionnel d’Arnaud Lagardère, et sa société personnelle Lagardère SAS ont attiré l’attention de la justice pour, notamment, '"abus de bien social" et "comptes inexacts ».
Le 29 avril 2024, Arnaud Lagardère est mis en examen sous contrôle judiciaire avec cautionnement de 200 000 euros pour « diffusion d'informations fausses ou trompeuses, achat de vote, abus de biens sociaux et abus de pouvoir, et non-dépôt de comptes »,. Il est soupçonné d'avoir « fait financer son train de vie et ses dépenses personnelles en puisant dans les fonds des sociétés Lagardère SAS et Lagardère », notamment entre avril 2009 et décembre 2022. À la suite de sa mise en examen, il démissionne de ses mandats exécutifs dont celui de PDG du groupe Lagardère le 30 avril 2024. Le 28 juin, il reprend la tête du groupe après une nouvelle décision de justice qui lève partiellement la mesure d’interdiction de gérer Lagardère SA.

## Réseau d'influence
Depuis les années 2000, Nicolas Sarkozy le considère publiquement comme « un frère ». Parmi le réseau de relations d'Arnaud Lagardère, on compte des personnalités appartenant au monde des entreprises ou de l'univers politique comme Henri de Castries, Martin Bouygues, Bernard Arnault, François-Henri Pinault (fils de François Pinault), Vincent Bolloré, Nicolas Sarkozy, Thierry Breton, Tony Blair ou Dominique Strauss-Kahn.

## Vie privée
Il se marie en premières noces, le 26 octobre 1992, avec Manuela Erdödy, qui appartient à une vieille famille autrichienne d'origine hongroise, dont il divorce en 2010, après avoir eu deux fils, Alexandre et Emery.
Il épouse en secondes noces à Paris le 24 mai 2013 le mannequin belge Jade Foret, avec qui il a deux filles et un fils.
Il possède une résidence villa Montmorency à Paris, un domaine à Poigny-la-Forêt dans la forêt de Rambouillet et une demeure dans les Hamptons aux États-Unis, acquise en 2008 après en avoir revendu une autre à Greenwich (Connecticut).

## Distinctions
- Chevalier de la Légion d'honneur (2009)